# 鄧𨥺

鄧𨥺（16世紀—1630年代），字元帡，號紫澜，南直隸鎮江府金壇縣人，明朝政治人物。

## 生平
鄧𨥺是萬曆四十三年（1615年）乙卯科舉人，天啟二年（1622年）成進士，獲授中書舍人，因為不憤魏忠賢黨羽三次偽冒鐵劵不到銀作局關寫，閹黨敗亡後代理科道官印，提出追贈彈劾閹黨的官員。之後他陞任監察御史巡按浙江，處理案件公平，懲治惡人令地方安寧，不久病逝，入祀杭州府名宦祠和金壇縣忠義祠。